# Canon de perfil

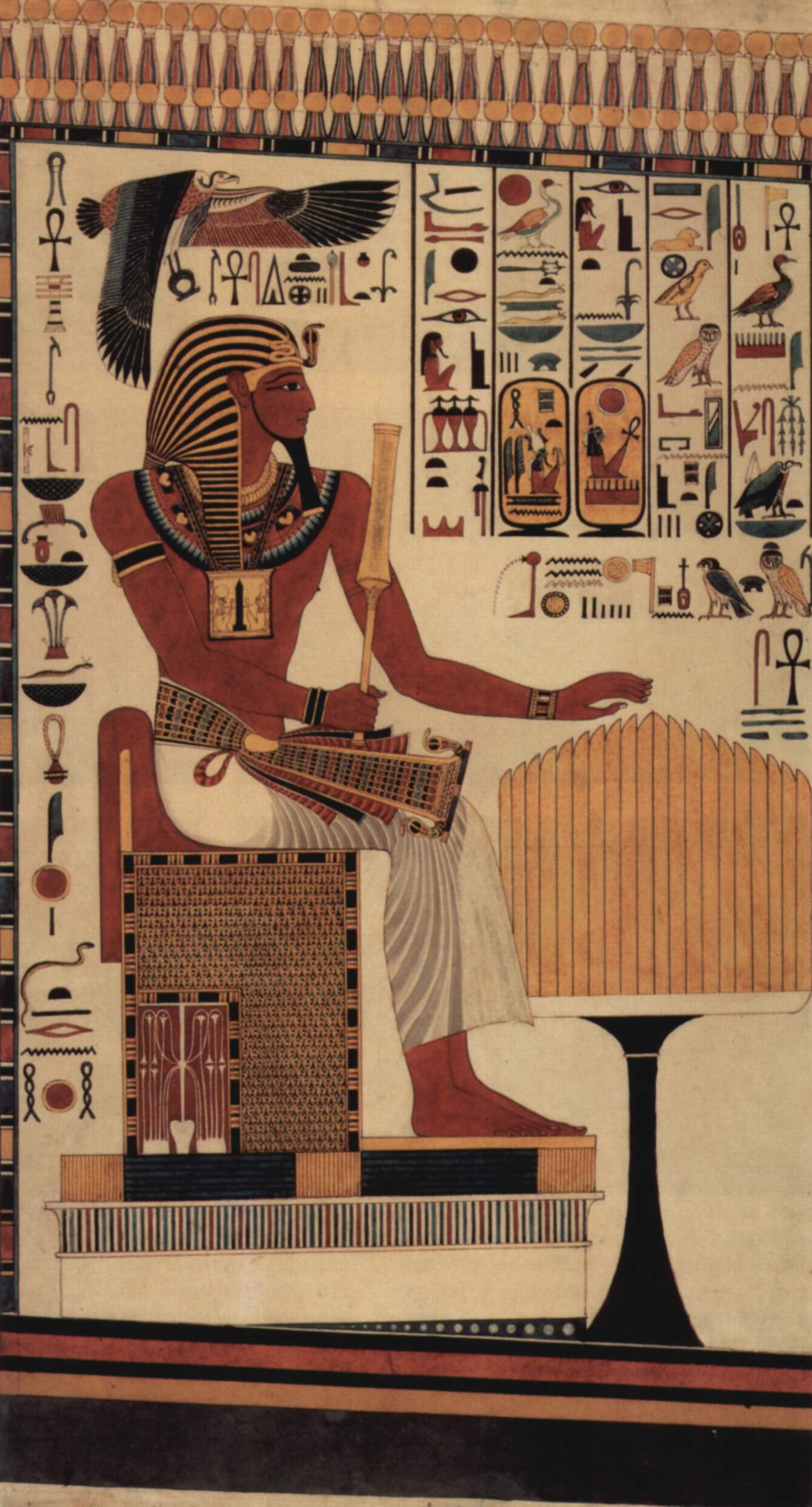
Ejemplo del canon de perfil: copia de un bajorrelieve que representa a Sethy I.

El canon de perfil es la denominación de la manera característica empleada por los antiguos egipcios en las representaciones de figuras humanas y dioses en bajorrelieves, frescos o papiros.

## Características
Aparentemente esta forma de representación podría asociarse a la incapacidad o ingenuidad del dibujante, pero en realidad existen razones simbólicas para comprender esta técnica pictórica.
El canon de perfil se fundamenta en el principio de valorar preferentemente el aspecto que más caracteriza a cada parte del cuerpo humano, pues se consideraba que las representaciones escultóricas y gráficas contenían una parte del espíritu del personaje. Eran una especie de "doble" del individuo, sede de su ka, según las creencias egipcias.
Dibujado de perfil, el rostro muestra mejor sus rasgos más característicos y reveladores que si fuese representado de frente. Igual sucede con el resto de las partes del cuerpo humano, como los ojos y el tórax, que se representan de frente, y los brazos y piernas de perfil.

## Otras formas de representación
En la representación de figuras de animales no se suele utilizar el canon de perfil, teniendo el artista, o artesano egipcio, gran libertad para reflejar estos cuerpos en diferentes posturas, actitudes y tamaños, atendiendo preferentemente al equilibrio y estética de la composición general.